# 德里斯科爾角
82°59′S 168°0′E / 82.983°S 168.000°E
德里斯科爾角是南極洲的海岬，是韋斯灣入口處的東部，該海岬根據美國地質調查局的測量和美國海軍的空中照片被繪入地圖。